# Plexaurella dichotoma
Plexaurella dichotoma is een zachte koraalsoort uit de familie Plexauridae. De koraalsoort komt uit het geslacht Plexaurella. Plexaurella dichotoma werd in 1791 voor het eerst wetenschappelijk beschreven door Esper. 